# کوبلان گورنه
کوبلان گورنه (به لهستانی:  Kobylany Górne) یک روستا در لهستان است که در گمینا رپکی واقع شده‌است.